# Micropilina tangaroa
Micropilina tangaroa is een Monoplacophorasoort uit de familie van de Neopilinidae. De wetenschappelijke naam van de soort is voor het eerst geldig gepubliceerd in 1990 door B. A. Marshall.